# Quercus xanthoclada
Quercus xanthoclada — вид рослин з родини букових (Fagaceae); поширений у південно-східній Азії.

## Опис
Дерево 10–15 м заввишки; обхват стовбура до 2 м. Кора біла, гладка. Гілочки вкриті щільними, шорсткими жовтими волосками. Листки 5.5–15 × 3–5 см, овальні або зворотно-яйцювато-довгасті; верхівка округла або коротко гостра; основа ослаблена або округла; край віддалено зубчастий біля верхівки, цілий або звивиста біля основи; молоде листя густо запушене з обох боків; зріле листя без волосся; сизі знизу з рясним воском; ніжка листка 1–3 см завдовжки, спочатку густо жовтувато-запушена, потім гола. Жіночі квітки розміщені попарно. Жолудь яйцюватий, усічений біля основи, завдовжки 3.5–4 см; чашечка охоплює 1/3–1/2 горіха, з 6–7 концентричними кільцями.

## Середовище проживання
Країни поширення: М'янма, В'єтнам; присутність у Лаосі непевна.
Зростає в дубово-лаврових гірських вологих лісах; на висотах 800–1200 м.